# اسوالا
اسوالا (به انگلیسی: Svala) (زاده ۸ فوریه ۱۹۷۷) خواننده ایسلندی است
او در مسابقه آواز یوروویژن ۲۰۱۷ نماینده ایسلند بود .